# Katastrofa samolotu Vickers Wellington w Rabacie
Katastrofa samolotu Vickers Wellington w Rabacie w 1946 – wypadek samolotu wojskowego, do którego doszło na Malcie w dniu 5 kwietnia 1946, kiedy bombowiec Vickers Wellington podczas lotu treningowego rozbił się w dzielnicy mieszkalnej w Rabacie. Wszyscy czterej członkowie załogi samolotu i 16 cywilów na ziemi zginęli. Katastrofa spowodowała również znaczne szkody materialne. Dokładna przyczyna nigdy nie została ostatecznie ustalona, ale badanie autorytatywne zasugerowało, że wyciek płynu hydraulicznego prowadzący do niezdolności załogi do zapanowania nad samolotem mógł być prawdopodobną przyczyną katastrofy.

## Tło wypadku
Samolot, który uległ katastrofie, był bombowcem Vickers 440 Wellington B Mark X o rejestracji HE274. Samolot był częścią 765 Naval Air Squadron Fleet Air Arm Royal Navy i był ostatnim samolotem tego typu w służbie Fleet Air Arm.

## Wypadek
Wellington wystartował z lotniska polowego RAF Hal Far o godzinie 10.50, po tym, jak załoga dokonała inspekcji samolotu i stwierdziła, że jest zdatny do lotu. Samolot brał udział w ćwiczeniach z Supermarine Spitfire z 73 dywizjonu RAF, w którym Spitfire wykonywał pozorowane ataki na Wellingtona, który miał podjąć działania wymijające.
Zanim rozpoczęto ćwiczenia oba samoloty spotkały się nad Ħal Far około godziny 11.00 i nawiązały łączność radiową lecąc na północny zachód w kierunku Gozo. Spitfire wykonał trzy pozorowane ataki z góry lub na tym samym poziomie co Wellington, a następnie rozpoczął swój czwarty atak od dołu. W tym momencie Wellington znajdował się na wysokości ok. 4000–5000 ft (ok. 1200–1500 m), skręcił w lewo i zaczął opadać w kierunku wschodnim pod kątem 20°, aż rozbił się w dzielnicy mieszkaniowej Rabatu, eksplodując około 11.15.
W katastrofie zginęli wszyscy czterej członkowie załogi samolotu. Na ziemi zginęło 16 mieszkańców, a wielu innych zostało rannych. Wśród zabitych było kilkoro dzieci i niemowlę.

## Akcja ratownicza

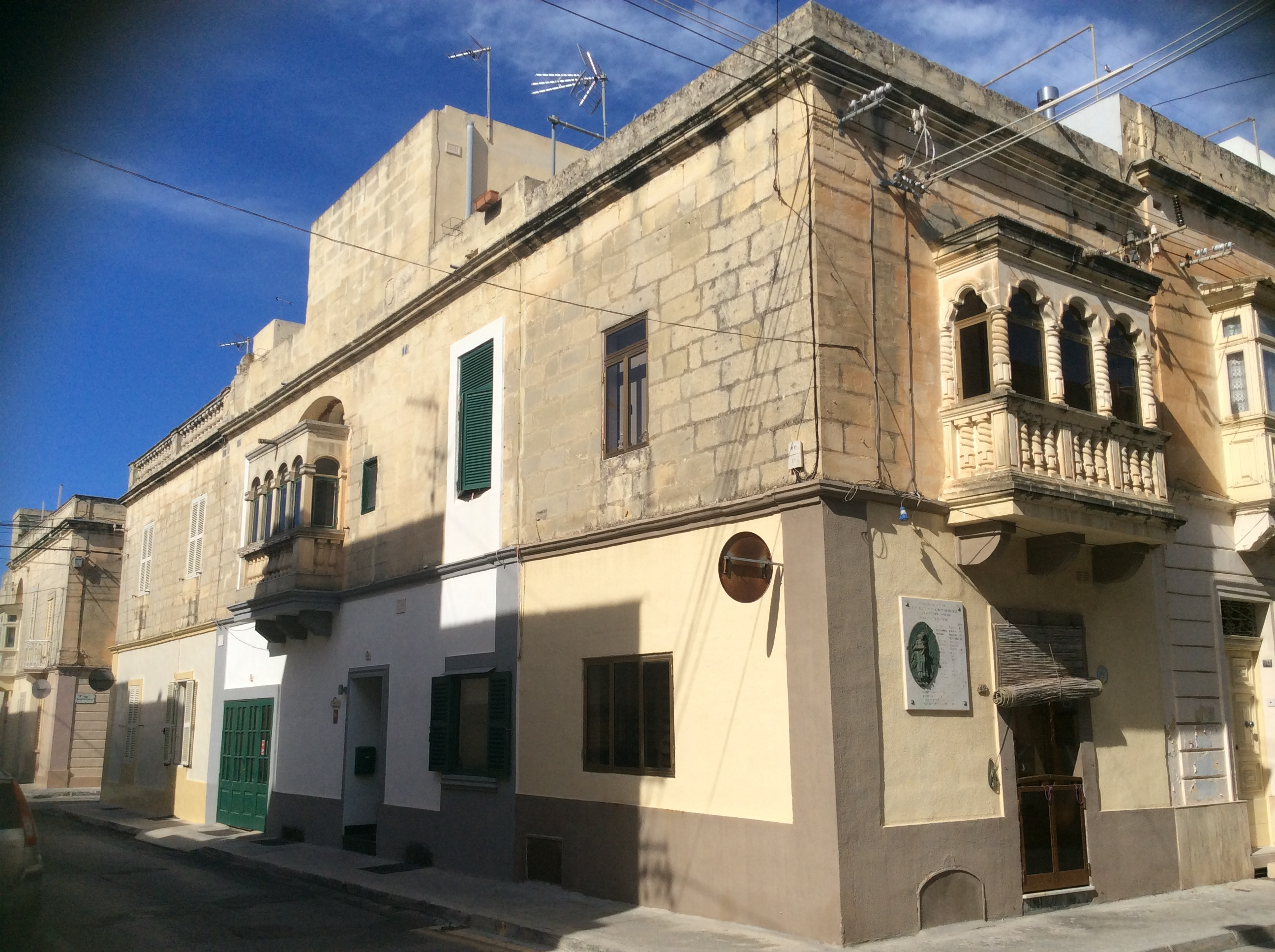
Miejsce katastrofy widziane w 2017

Akcję poszukiwawczo-ratowniczą podjęli brytyjscy żołnierze, marynarka wojenna, personel RAF, brygady ratownicze, ratownicy medyczni, policja i strażacy. Wozy strażackie i strażacki sprzęt bojowy zostały wysłane na miejsce katastrofy z Malta Dockyard i bazy lotniczej RAF Ta Kali, a marynarka wojenna dostarczyła generatory umożliwiające kontynuowanie akcji ratunkowej w nocy.
W poszukiwaniach ocalałych brały również udział osoby cywilne, a policja musiała odgrodzić miejsce katastrofy, aby zapobiec przedostawaniu się na teren zbyt dużej liczby osób. Obszar ten był niebezpieczny dla ratowników ze względu na niestabilne, częściowo zawalone budynki i rozprzestrzeniający się ogień; jeden policjant i jeden członek ekipy rozbiórkowej zostali ranni w wyniku upadku muru. Duchowni również pomagali w wydobywaniu ciał i udzielali ostatniego namaszczenia ofiarom.
Co najmniej 10 żywych osób zostało uratowanych spod gruzów i zabranych do szpitala w Ħamrun.

## Następstwa

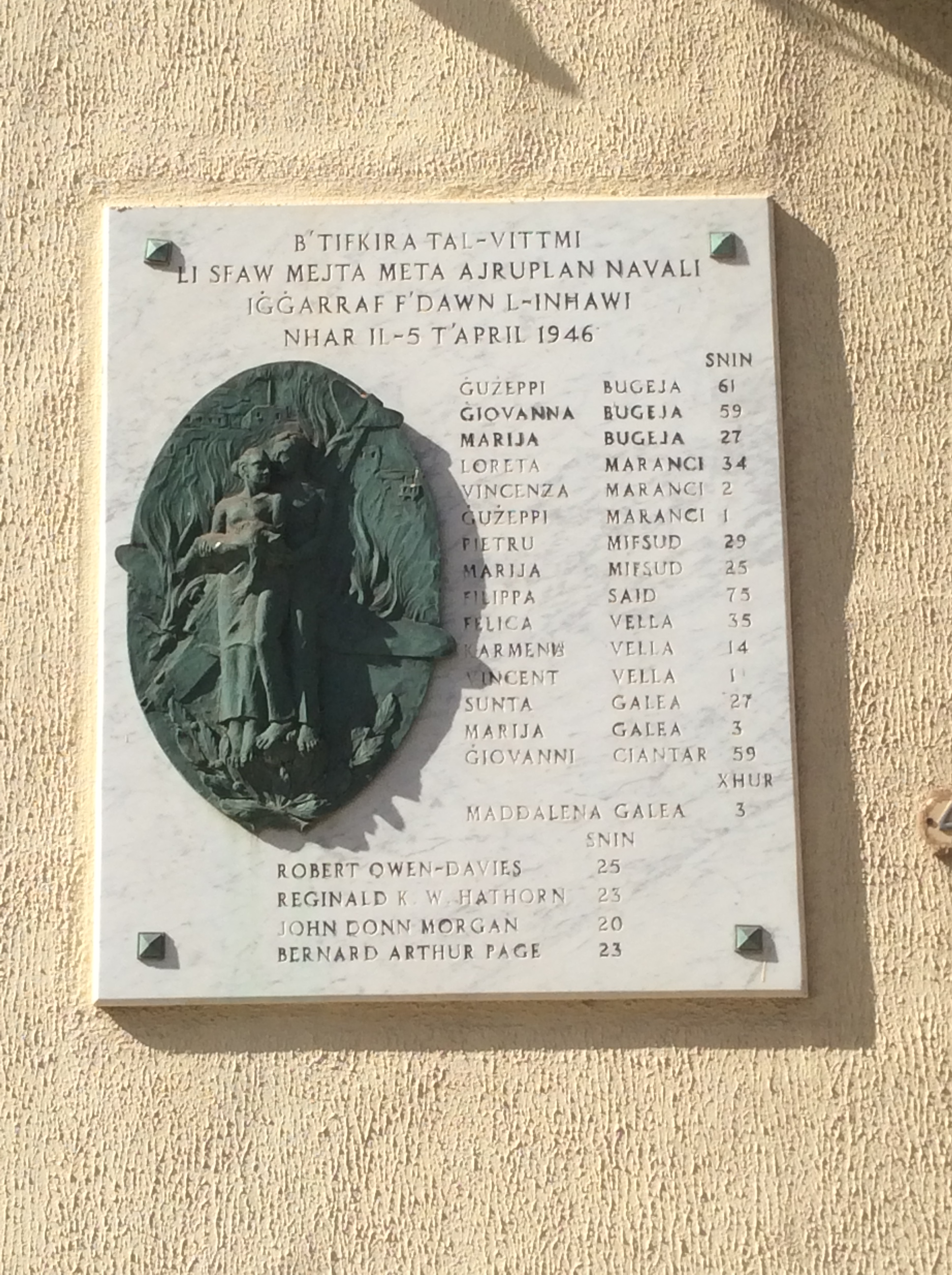
Tablica upamiętniająca ofiary katastrofy

Katastrofa samolotu Wellington była pierwszą katastrofą lotniczą, która miała miejsce na Malcie po zakończeniu II wojny światowej. Miejsce katastrofy odwiedził wicegubernator David Campbell, arcybiskup Mikiel Gonzi, wiceadmirał Frederick Dalrymple-Hamilton i komisarz policji. Dalrymple-Hamilton złożył kondolencje ofiarom i ich rodzinom, a Zgromadzenie Narodowe uczciło pamięć ofiar minutą ciszy.
Katastrofa spowodowała rozległe zniszczenia mienia, które wyniosły około 11 000 funtów. Osiemnaście domów zostało zniszczonych lub musiało zostać ewakuowanych po poważnych zniszczeniach, pozostawiając 72 rodziny bez dachu nad głową. Osobom tym zapewniono nowe mieszkania, a także ubrania, jedzenie i inne niezbędne rzeczy.

### Dochodzenie
Przedstawiciele Surveyor of Lands Department (HM Dockyard) dokonali oględzin miejsca katastrofy następnego dnia po wypadku. Dochodzenie sędziowskie przeprowadził sędzia Albert Camilleri.
Pojawiły się twierdzenia, że przed katastrofą z samolotu wydobywał się dym, ale jest to sprzeczne z raportem dochodzeniowym, w którym nie znaleziono śladów pożaru przed katastrofą. Pojawiły się również twierdzenia, że załoga próbowała wylądować na polach poniżej Tal-Virtù, ale z samolotu nigdy nie odebrano żadnych wezwań o pomoc.
W dochodzeniu nie udało się ustalić dokładnej przyczyny awarii, ale wyciek płynu hydraulicznego został uznany za prawdopodobną przyczynę. Mogło to spowodować opary, które sprawiły, że załoga straciła przytomność, przez co nie mogła zapanować nad samolotem.